# Sơn Đông, thị xã Sơn Tây
Sơn Đông là một xã thuộc thị xã Sơn Tây, thành phố Hà Nội, Việt Nam.
Xã Sơn Đông có diện tích 20,3 km², dân số năm 1999 là 10.601 người, mật độ dân số đạt 522 người/km².
Xã Sơn Đông nằm tiếp giáp với Cổ Đông và Phường Trung Sơn Trầm